# Cosmisomopsis
Cosmisomopsis is een kevergeslacht uit de familie van de boktorren (Cerambycidae). De wetenschappelijke naam van het geslacht werd voor het eerst geldig gepubliceerd in 1960 door Zajciw.

## Soorten
Cosmisomopsis is monotypisch en omvat slechts de volgende soort:
- Cosmisomopsis viridis Zajciw, 1960